# 1936-os közép-európai kupa
Az 1936-os közép-európai kupa a Közép-európai kupa történetének tizedik kiírása volt. A sorozatban Ausztria, Csehszlovákia, Magyarország, Olaszország és Svájc képviseltette magát 4-4 csapattal.A csapatok kupa rendszerben 2 mérkőzésen döntötték el a továbbjutást. Ha az összesítésben ugyanannyi gólt szereztek a csapatok a párharcokban, akkor egy újabb összecsapáson dőlt el a továbbjutó kiléte.
A kupát az FK Austria Wien nyerte el, története során második alkalommal.

## Selejtező
| 1. csapat               | Össz. | 2. csapat               | 1. mérk. | 2. mérk. |
| ----------------------- | ----- | ----------------------- | -------- | -------- |
| FC Zbrojovka Brno       | 6–2   | FC Lausanne-Sport       | 5-0      | 1–2      |
| FC Young Fellows Zürich | 2–9   | Phöbus FC               | 0–3      | 2–6      |
| FC Bern 1894            | 2-11  | Torino FC               | 1–4      | 1–7      |
| FK Austria Wien         | 4-2   | Grasshopper Club Zürich | 3–1      | 1–1      |

## Első forduló
| 1. csapat                | Össz. | 2. csapat                | 1. mérk. | 2. mérk. |
| ------------------------ | ----- | ------------------------ | -------- | -------- |
| MTK Budapest FC          | 1–7   | First Vienna FC          | 0–2      | 1–5      |
| FC Zbrojovka Brno        | 3–11  | FC Internazionale Milano | 2–3      | 1–8      |
| AC Sparta Praha          | 7–6   | Phöbus FC                | 5–2      | 2–4      |
| SK Rapid Wien            | 4-6   | AS Roma                  | 3–1      | 1–5      |
| FC Admira Wacker Mödling | 3–6   | 1. SK Prostějov          | 0–4      | 3–2      |
| Torino FC                | 2–5   | Újpest FC                | 2–0      | 0–5      |
| Bologna FC 1909          | 2-5   | FK Austria Wien          | 2–1      | 0–4      |
| Ferencvárosi TC          | 5-6   | SK Slavia Praha          | 5–2      | 0–4      |

## Negyeddöntő
| 1. csapat       | Össz. | 2. csapat                | 1. mérk. | 2. mérk. |
| --------------- | ----- | ------------------------ | -------- | -------- |
| First Vienna FC | 3-4   | FC Internazionale Milano | 2-0      | 1–4      |
| FK Austria Wien | 3-1   | SK Slavia Praha          | 3-0      | 0–1      |
| AC Sparta Praha | 4-1   | AS Roma                  | 3-0      | 1–1      |
| 1. SK Prostějov | 0-3   | Újpest FC                | 0-1      | 0–2      |

## Elődöntő
| 1. csapat                | Össz. | 2. csapat       | 1. mérk. | 2. mérk. |
| ------------------------ | ----- | --------------- | -------- | -------- |
| FC Internazionale Milano | 5–8   | AC Sparta Praha | 3–5      | 2–3      |
| Újpest FC                | 3–7   | FK Austria Wien | 1–2      | 2-5      |

## Döntő
| 1. csapat       | Össz. | 2. csapat       | 1. mérk. | 2. mérk. |
| --------------- | ----- | --------------- | -------- | -------- |
| FK Austria Wien | 1–0   | AC Sparta Praha | 0–0      | 1–0      |